# 李仁 (孫呉)
李 仁（り じん、生没年不詳）は、中国三国時代の呉・西晋の政治家。『三国志』呉志 孫晧伝 にみられる。

## 生涯
李仁は呉の侍中であった。
呉の滅亡後、西晋の侍中庾峻たちは、李仁に「聞けば、呉主（孫晧）は人の顔を剥ぎ、足を斬ったとのことだが、本当にそんなことをしたのか？」と李仁に尋ねた。李仁は「それは、そんなことをいった者が間違っておるのです。君子たるもの、人の下手には立ちたくないもの、一度、人の下手に立つと、天下の悪事がすべてその人のせいにされてしまうと『論語』にあるのが、この事なのでございましょう。しかし、もし本当にそうしたことがあったとしても、とがめだてすべきではありません。いにしえ、堯・舜の時代には五刑があり、夏・殷・周の三代には七辟（7種類の刑法）があったように、肉刑の制度は、残酷だとはされておりません。呉主は一国の主として、生殺の権をにぎっておりました。罪ある者が法網におちたとき、それに刑を加えて懲らしたとして、どうして悪事ばかりを行なったということになりましょう。聖王の堯だとて、その誅罰を受けた者が、堯帝に怨みを懐かぬとはかぎらず、悪王の紂王とて、恩賞を受けた者が、紂王に心をよせぬとはかぎりません。これが人の情というものなのでございます」と答えた。
また、庾峻は「帰命侯（孫晧）は、人が自分の前で目をそらしたり、平然と自分を見かえしたりすることを嫌って、そんなことをした者の目をみなえぐり取ったとのことだが、本当にそんなことをしたのか？」とも尋ねた。李仁は「これもこうした事実はありません。いい伝えた者が正しく伝えなかったのです。『礼記』曲礼篇には、『天子に対するときには、袷（えり）よりも上に視線を上げない。諸侯に対しては顎より上に視線を上げない。大夫に対しては正面から見てもよいが、目をそらさない。士に対しては正面から対面し、五歩の範囲で目をそらしてもよい。上の者に対して、正面から見やるのは傲慢であり、かといって、頭をうつむけて帯よりも下に視線をやるのは心配事があるのであり、目をそらすのは悪心があるのだ』と申しております。礼の定めによってものを見るとき、視線の高下には特に慎重であらねばならないのであって、まして人君に対してであれば、なおさらのことでございます。人君を見かえすというのは、礼のいう傲慢にあたります。傲慢であれば礼を欠き、礼を欠けば臣下にあるべかざる不遜の行動が多くなり、不遜な行動があれば罪を犯し、罪を犯せば不測の刑罰をこうむることにもなるのです。たとえ本当に目をえぐり取るようなことがあったとしても、なんの非難すべきところがありましょう」と答えた。李仁の返答を、庾峻たちはみなりっぱな答えだとしたという。